# Vitanová
Vitanová (hongrois : Vitanova) est un village de Slovaquie situé dans la région de Žilina.

## Histoire
La première mention écrite du village date de 1550.

## Démographie

### Évolution de la population
| Année:               | 1994. | 2004.   | 2014.   | 2024.   |
| -------------------- | ----- | ------- | ------- | ------- |
| Nombre de personnes: | 1187  | 1232    | 1297    | 1319    |
| Différence:          |       | +3,79 % | +5,27 % | +1,69 % |

| Année:               | 2023. | 2024.   |
| -------------------- | ----- | ------- |
| Nombre de personnes: | 1314  | 1319    |
| Différence:          |       | +0,38 % |